# خالد اسلامبولی
خالد بن احمد شوقی اسلامبولی (۱۵ ژانویهٔ ۱۹۵۵ – ۱۵ آوریل ۱۹۸۲) افسر مصری و عضو گروه جهاد اسلامی مصر بود که به همراه چند نفر از همفکران خود در ۶ اکتبر ۱۹۸۱ انور سادات، رئیس‌جمهور مصر را ترور کردند.
برادر خالد اسلامبولی ۸ سال در ایران زندگی کرد و در سال ۲۰۱۱ در زمان ریاست جمهوری احمدی‌نژاد به مصر بازگشت و بازداشت شد.

## زندگی
خالد اسلامبولی در ۱۵ ژانویه ۱۹۵۵ میلادی در مصر زاده شد. او در مدرسهٔ فرانسوی نوتردام قاهره تحصیل کرد و سپس به ارتش مصر پیوست. او در سن ۲۰ سالگی با درجهٔ ستوانی در واحد توپخانه ارتش مصر مشغول خدمت شد.
خالد اسلامبولی مدتی با جهاد اسلامی مصر که مخفیانه فعالیت می‌کرد، همکاری داشت.

## ترور
او پس از برنامه‌ریزی دقیق در ۶ اکتبر ۱۹۸۱ هنگامی که واحدهای ارتش و نظامیان مصر در سالگرد جنگ رمضان در برابر انور سادات رژه می‌رفتند، در ساعت ۱۲:۴۰ به همراه چند همفکر خود به جایگاه مخصوص حمله کرد. در این حمله علاوه بر انور سادات، ۵ نفر دیگر از مقامات مصری نیز کشته شدند. ۲۸ نفر دیگر از جمله ۱۴ افسر آمریکایی زخمی شدند.

## دستگیری و اعدام
خالد اسلامبولی به همراه سه تن از عاملان ترور دستگیر و روانه زندان شدند. او و سایر متهمان در قفس‌های فولادی در دادگاه شرکت می‌کردند. وی طی جلسات محاکمه، انگیزه خود را بستن پیمان صلح میان مصر و اسرائیل موسوم به پیمان کمپ دیوید اعلام کرد.
سرانجام خالد اسلامبولی در ۱۵ آوریل ۱۹۸۲ به جرم ترور و قتل رئیس‌جمهور، تیرباران شد.

## یادمان در تهران
با وقوع انقلاب ۱۳۵۷ رابطه ایران و مصر بحرانی شد. انور سادات در قاهره به گرمی از خانواده شاه استقبال کرد و سخنان سید روح‌الله خمینی را مورد سرزنش قرار داد.
انور سادات در داخل مصر مورد احترام، قهرمان جنگ ۱۹۷۳ و کسی بود که توانسته بود صحرای سینا را که از جنگ ۶ روزه در اشغال اسرائیل بود با جنگ، مذاکره و قرارداد کمپ دیوید به خاک مصر بازگرداند.
حکومت جمهوری اسلامی، انور سادات را به عنوان یک خائن قلمداد می‌کند و خالد اسلامبولی که انور سادات را کشت، مورد تقدیر و ستایش حکومت جمهوری اسلامی قرار می‌گیرد. این حکومت خیابان وزرا در تهران را به اسم او نام‌گذاری کرد و این موضوع تا پیش از تیر ۱۴۰۴ و تغییر نام این خیابان، بر روابط ایران و مصر سایه افکنده‌بود.
در مصر و کشورهای غربی از اسلامبولی به عنوان یک تروریست یاد می‌شود. اما جمهوری اسلامی ایران وی را یک «شهید» می‌نامد. خمینی، خالد اسلامبولی را به خاطر ترور انقلابی انورسادات ستایش کرد.
برقراری رابطه ایران و مصر در سال ۱۳۸۲ تنها به برداشتن تابلو خیابان خالد اسلامبولی منوط شده بود. با این حال گفته می‌شود که در آن موقع شهرداری تهران مسئولیت این کار را نپذیرفت. در سال ۱۳۹۰ پس از روی کار آمدن دولت محمد مرسی و بنا به درخواست وزارت خارجه امور خارجه ایران، قرار شد نام این خیابان به «شهدای انقلاب مصر» تغییر کند که باز هم این تغییر صورت نگرفت.
پیش از نامگذاری خیابان وزرای سابق در تهران به نام وی، روابط ایران و مصر در سال ۱۳۵۸ به دستور سید روح‌الله خمینی قطع شد. در زمان ریاست جمهوری سید محمد خاتمی، تلاش‌هایی در زمینه تغییر نام این خیابان صورت گرفت که ناکام ماند. در زمان فعالیت محمود احمدی‌نژاد به عنوان شهردار تهران، شورای شهر وقت تهران تصمیم گرفت تا نام خیابان خالد اسلامبولی به انتفاضه تغییر یابد ولی این تصمیم اجرایی نشد.  در ۲۴ تیر ۱۴۰۴ نام خیابان خالد اسلامبولی به یاد رهبر کشته شده حزب‌الله لبنان، به خیابان سید حسن نصرالله تغییر کرد.